# آيتن دروموش
أيتن دروموش (1966 -) هي كاتبة تركية.

## حياتها ونشأتها
ولدت عام 1966 م بمدينة نفشهير . تلقيت الكاتبة ايتن دورموش التعليم الابتدائي والثانوي في مدينة نفشهير. وتخرجت من جامعة سلجوق من قسم اللغة التركية وادابها.

## مسيرتها
عملت لمدة 7 سنوات معلمة ( 1992-1997 ). وفي خلال هذه الفترة نشرت عدة مقالات.واستقالت واصدرت أول كتاب لها تحت عنوان ( ماذا يريد أزواجنا منا ) ؟
وقد قام الأجيال بنشر المطبوعات في عام 2000, ثم بعد ذلك مباشرةً وجدت حل لسوء معاملة الأطفال من خلال 365 خطوة في تربية (تنشئة) شخصية الطفل (من بداية الحياة) بعنوان ماذا يريد أطفالنا منا لأجل سعادتهم ؟,ونشر لها عدة مطبوعات تحت مسميات
( غيرة المرأة - التقاليد العرفية والخرافات الحديثة – سن المراهقة وفترة الدورة الدراسة) وقد حققت نجاح مبهر.وظهرت برامجها في القنوات التلفزيونية والإذاعية الوطنية والمحلية, وقد نشر المقال في مختلف المجالات.
ومازال العمل مستمر لكتاباتها, ويكتب في مختلف المجالات.